# Attention fragile (film, 1941)
Pour les articles homonymes, voir Attention fragile.
Pour plus de détails, voir Fiche technique et Distribution.
Attention fragile (titre original : Baggage Buster) est un court métrage d'animation américain réalisé par Jack Kinney et produit par les studios Disney, avec Dingo, sorti en 1941.

## Synopsis
Dingo est confronté à une multitude de surprises avec la valise d'un magicien…

## Fiche technique
- Titre original : Baggage Buster
- Titre  français : Attention fragile
- Série : Dingo
- Réalisation : Jack Kinney
- Scénario  : Dick Kinney et Dick Shaw
- Layout :  Leo Thiele
- Décors :
- Animation :  Jack Boyd, Dick Brown, Andy Engman, Art Fitzpatrick
- Effets d'animation  :  Art Babbitt, George Cannata, Bob Carlson, Fred Moore, Ken Peterson
- Musique : Leigh Harline
- Production : Walt Disney
- Société de production : Walt Disney Productions
- Société de distribution : RKO Radio Pictures et  Buena Vista Distribution
- Format :  Couleur (Technicolor) - 35 mm - 1,37:1 - Son mono (RCA Sound System)
- Durée :  8 min
- Langue :  Anglais
- Pays :  États-Unis
- Dates de  sortie : 
  - États-Unis : 18 avril 1941

## Voix  originales
- George Johnson : Dingo

## Voix françaises
- Roger Lumont : Dingo

## Titre en  différentes langues
D'après IMDb :
- Argentine : El Equipaje más roto
- Suède : Långben och trollkarlens koffert, Långben och trollkofferten

## Commentaires
Dingo a cinq doigts dans ce court-métrage, au lieu des quatre habituels.

## Sorties DVD
- Les Trésors de Walt  Disney : L'Intégrale de Dingo (1939-1961).

## Voir  aussi

### Liens  externes
- « Attention fragile » (présentation de l'œuvre), sur l'Internet Movie Database